# La Canaleja
La Canaleja es una localidad española del municipio de Almonaster la Real, perteneciente a la provincia de Huelva, en la comunidad autónoma de Andalucía.

## Historia
Hacia mediados del siglo XIX, el lugar, ya por entonces perteneciente a Almonaster la Real, tenía contabilizados 31 vecinos. Aparece descrito en el quinto volumen del Diccionario geográfico-estadístico-histórico de España y sus posesiones de Ultramar de Pascual Madoz de la siguiente manera:

CANALEJA: ald. en la prov. de Huelva, part. jud. de Aracena, térm. jurisd. de Almonaster la Real. pobl. 31 vec.
(Madoz, 1846, p. 388)

En 2022, tenía empadronados 33 habitantes.